# 1378-as busz
Az 1378-as jelzésű autóbusz egy regionális járat volt, amely Eger és Jászberény között közlekedett, a Mátrán és Gyöngyösön keresztül. A járat útvonalának hossza 99,6 km, a menetidő Eger felé 2 óra 57 perc , Jászberény felé 2 óra 55 perc volt, mivel Eger felé a járatok a Jászdózsai elágazás nevű megállóban nem álltak meg.
A 2020. december 13-ai menetrendváltással a Volánbusz Zrt. megszüntette az autóbuszvonalat. A megszűnés oka a Gyöngyös és Eger környéki ütemes menetrend bevezetése volt. A járat átkerült a 3471-es busz menetrendi mezőjébe, útvonala lerövidült Gyöngyös és Eger közé.

## Megállóhelyei
| 0  | Eger, autóbusz-állomás                 | 34 | 2, 2A, 5, 5A, 7, 7A, 8, 11, 12, 12Y, 14, 14A, 14C 1049, 1050, 1051, 1052, 1054, 1341, 1343, 1344, 1346, 1347, 1348, 1349, 1351, 1352, 1354, 1379, 1380, 1382, 1383, 1386, 1426, 1427, 1447, 1466, 1468, 1514, 1517 3400, 3402, 3403, 3404, 3408, 3409, 3410, 3411, 3415, 3416, 3417, 3418, 3419, 3420, 3423, 3424, 3426, 3430, 3431, 3432, 3433, 3434, 3436, 3440, 3441, 3442, 3443, 3444, 3445, 3446, 3448, 3450, 3454, 3455, 3456, 3457, 3458, 3469, 3470, 3471, 3472, 3473, 3474, 3476, 3479, 3480, 3481, 3482, 3483, 3484, 3604, 3660, 3667, 3672, 4012, 4014, 4015, 4018, 4157 | Eger autóbusz-állomás Egri Törvényszék Egri Járásbíróság Eszterházy Károly Egyetem Gyakorló Középiskola és Alapfokú Művészetoktatási Intézmény |
| 1  | Egerbakta, autóbusz-váróterem          | 33 | 1347, 1349, 1351, 1352, 1354, 1447 3470, 3471, 3472, 3473, 3474, 3476, 3479, 3480, 3482, 3483, 3484 | |
| 2  | Sirok, Központ                         | 32 | 1046, 1352, 1354, 1447 3462, 3463, 3470, 3471, 3472, 3473, 3474, 3476, 3482, 3490, 3491, 3656 | |
| 3  | Sirok, Nyírjesi út (lakótelepi átjáró) | 31 | 1046, 1352, 1354, 1447 3462, 3470, 3471, 3472, 3473, 3474, 3476, 3490, 3491, 3656 | |
| 4  | Recsk, kőbánya bejárati út             | 30 | 1046, 1352, 1354, 1447 3470, 3471, 3472, 3474, 3491, 3656 | |
| 5  | Recsk, mátraderecskei elágazás         | 29 | 1046, 1352, 1354, 1447 3034, 3470, 3471, 3472, 3474, 3491, 3492, 3494, 3565, 3566, 3656 | |
| 6  | Recsk, OTP                             | 28 | 1046 3034, 3470, 3471, 3472, 3491, 3492, 3494, 3565, 3656 | |
| 7  | Recsk, ércbánya bejárati út            | 27 | 1046 3034, 3471, 3472, 3491, 3492, 3494, 3565, 3566, 3656 | |
| 8  | Parádfürdő, Kórház                     | 26 | 1046, 1515 3034, 3471, 3472, 3491, 3492, 3494, 3565, 3566, 3567, 3656 | |
| 9  | Parád, Alsó                            | 25 | 1046 3470, 3471, 3472, 3491, 3492, 3494, 3565, 3566, 3567, 3656 | |
| 10 | Parád, Gyopár                          | 24 | 1046 3471, 3472, 3491, 3492, 3494, 3565, 3566, 3567, 3656 | |
| 11 | Parád, Központ                         | 23 | 1046, 1515 3471, 3472, 3491, 3492, 3494, 3565, 3566, 3568, 3569, 3656 | |
| 12 | Parádsasvári elágazás                  | 22 | 1046, 1515 3471, 3472, 3491, 3492, 3494, 3565, 3568, 3656 | |
| 13 | Mátraháza, Vörösmarty turistaház       | 21 | 1045, 1046, 1515 3471, 3492, 3655, 3656 | |
| 14 | Mátraháza, Honvéd üdülő                | 20 | 1045, 1046, 1515 3471, 3492, 3655, 3656 | |
| 15 | Mátraháza, autóbusz-állomás            | 19 | 1045, 1046, 1515 3471, 3492, 3655, 3656 | |
| 16 | Mátraháza, Szanatórium                 | 18 | 1045, 1046, 1515 3471, 3492, 3655, 3656 | Mátrai Gyógyintézet |
| 17 | Mátraháza, Üdülők                      | 17 | 1045, 1046, 1515 3471, 3492, 3655, 3656 | |
| 18 | Sástó                                  | 16 | 1045, 1046, 1515 3471, 3492, 3655, 3656 | Sástó, Oxygen Adrenalin Park, libegő |
| 19 | Mátrafüred, autóbusz-váróterem         | 15 | 1045, 1046, 1515 3471, 3492, 3650, 3655, 3656, 3664, 3673 | Mátravasút, vendéglátó helyek, Avar Hotel |
| 20 | Mátrafüred, Erdész utca                | 14 | 1045, 1046 3471, 3492, 3650, 3655, 3656, 3664, 3673, 3691, 3697 | Palóc Néprajzi Magángyűjtemény és Babakiállítás                                                                                                |
| 21 | Gyöngyös, Főiskola                     | 13 | 2 1045, 1046, 1515 3471, 3492, 3655, 3656, 3664, 3673 | Eszterházy Károly Egyetem Gyöngyösi Campus |
| 22 | Gyöngyös, autóbusz-állomás             | 12 | 1, 1A, 1S, 2, 2S, 3, 3S 1040, 1045, 1046, 1049, 1050, 1051, 1052, 1054, 1068, 1069, 1301, 1305, 1308, 1348, 1362, 1379, 1386, 1427, 1444, 1469, 1515, 1532 3445, 3448, 3457, 3471, 3492, 3604, 3612, 3628, 3650, 3652, 3655, 3656, 3660, 3661, 3662, 3663, 3664, 3665, 3666, 3670, 3672, 3673, 3674, 3675, 3676, 3677, 3678, 3679, 3680, 3681, 3688, 3691, 3693, 3694, 3696, 3697, 3698, 3699, 4602, 4653 | |
| 23 | Gyöngyös, toronyház                    | 11 | 1, 1S, 2, 2S, 3, 3S 1040, 1045, 1046, 1049, 1050, 1051, 1052, 1054, 1068, 1069, 1348, 1427, 1469, 1515, 1532 3448, 3604, 3612, 3652, 3670, 3674, 3675, 3676, 3679, 3697, 4602, 4653 | |
| 24 | Gyöngyöshalász, bejárati út            | 10 | 1061, 1348, 1469 3612, 3670, 3673, 3697, 4602, 4653 | |
| 25 | Atkár, autóbusz-váróterem              | 9  | 1061, 1063, 1348, 1469, 1515, 1532 3612, 3670, 3673, 3697, 4602, 4653 | |
| 26 | Vámosgyörk, szociális otthon           | 8  | 1061, 1063, 1348, 1469 3670, 3673, 3697, 4602, 4653 | |
| 27 | Vámosgyörk vasútállomás                | 7  | 1061, 1063, 1348, 1469, 1515, 1532 3670, 3673, 3697, 4602, 4653 S80-as személyvonat, S87-es személyvonat, személyvonat, sebesvonat, Campus Expressz, InterRégió | Vámosgyörk vasútállomás |
| 28 | Jászárokszállás, malom                 | 6  | 1061, 1063, 1469 3670, 4602, 4653 | |
| 29 | Jászárokszállás, városháza             | 5  | 1061, 1063, 1348, 1469, 1515, 1532 3667, 3670, 3688, 4602, 4650, 4653, 4658 | |
| 30 | Jászárokszállás, Jászágói út           | 4  | 1469 4602, 4650, 4653, 4658 | |
| 31 | Jászárokszállás, Carrier Kft.          | 3  | 1469 3667, 4602, 4650, 4653, 4658 | |
| 32 | Jászdózsai elágazás                    | ∫  | 1515 4602, 4650, 4653, 4658 | |
| 33 | Négyszállás                            | 2  | 1469 4602, 4650 | |
| 34 | Jászberény, Túzok utca                 | 1  | 1077, 1078, 1467, 1469 3667, 4602, 4650, 4651, 4681, 4685, 4686 | |
| 35 | Jászberény, autóbusz-állomás           | 0  | 1, 2, 2A, 3, 4, 5, 6, 6A, 7, 8, 8A, 8Y, 9, 17, 18 498, 499, 503, 523, 3424, 3443, 3667, 3668, 3669, 4601, 4602, 4650, 4653, 4654, 4655, 4659, 4660, 4662, 4681, 4685, 4686 1070, 1074, 1075, 1076, 1077, 1078, 1348, 1362, 1376, 1443, 1466, 1467, 1469, 1515, 1532, 1535 | |